# محوطه باستانی سید عرب
محوطه باستانی سید عرب مربوط به دوره تاریخی است و در شهرستان درگز، جنوب‌شرقی شهر درگز واقع شده و این اثر در تاریخ ۲۴ اسفند ۱۳۸۴ با شمارهٔ ثبت ۱۵۲۳۳ به‌عنوان یکی از آثار ملی ایران به ثبت رسیده‌است.